# Сидорова, Мария Игоревна
Мари́я И́горевна Си́дорова (род. 21 ноября 1979 года, Балашиха, СССР) — российская гандболистка, вратарь, двукратная чемпионка мира (2005 и 2007), серебряный призёр Олимпийских игр 2008 года.

## Биография
Родилась в Балашихе. Училась в балашихинской средней школе № 11.
Гандболом занялась в возрасте 10 лет. Воспитанница московской СДЮШОР № 53. Закончила Московскую гуманитарно-социальную академию в 2001 году.
Муж — Антон, хоккейный тренер, официально поженились в 2015 году. Сыновья — Данил (род. 2009), Иван (род. 2016).
В настоящее время работает в Федерации гандбола России, начальник команды в женской сборной России.

## Карьера
Первыми тренерами были Алексей Владимирович Молотков, Артур Львович Ратианидзе и Тамара Васильевна Золкина. Играла на позиции вратаря. Бросковой рукой являлась правая. Завершила карьеру в 2015 году.

### Клубы
- «Вешняки» (Москва) (до 2001 г.)
- «Лада» (Тольятти) (2001—2012)[3]
- «Звезда» (Звенигород) (2012—2013)[4]

## Достижения
- Серебро на летних Олимпийских играх 2008 года;
- Бронзовый призёр чемпионата Европы среди юниорок 1997;
- Бронзовый призёр чемпионата Европы среди молодёжи 1998;
- Чемпионка мира среди студентов 2002;
- Чемпионка мира 2005 и 2007 годов.
- Чемпионка России 2002, 2003, 2004, 2005, 2006, 2008;
- Серебряный призёр чемпионата России 2007;
- Бронзовый призёр чемпионата России 2011, 2012, 2013;
- Обладательница Кубка кубков 2002 года[англ.][5];
- Обладательница Кубка Европейской гандбольной федерации 2012 года;
- Обладательница Кубка России 2006, 2014;
- Обладательница Кубка мира 2006 и 2007 годов;
- Серебряный призёр чемпионата Европы 2006;
- Финалистка Лиги чемпионов 2007;
- Обладательница Суперкубка России 2014.

## Награды и звания
- Заслуженный мастер спорта России
- Медаль ордена «За заслуги перед Отечеством» I степени (2 августа 2009) — за большой вклад в развитие физической культуры и спорта, высокие спортивные достижения на Играх XXIX Олимпиады 2008 года в Пекине[6]
- Медаль ордена «За заслуги перед Отечеством» II степени (22 февраля 2004) — за заслуги в развитии физической культуры и спорта[7]